# TV Vaihingen/Enz
Der TV Vaihingen ist ein Turnverein mit mehr als 1900 Mitgliedern in zehn Abteilungen aus Vaihingen an der Enz.
Die Faustball-Männermannschaft des TV Vaihingen/Enz spielt in der Faustball-Bundesliga. 2008 wurde der Verein erstmals Deutscher Faustballmeister; im Finale in Aschaffenburg besiegte die Mannschaft vor 1300 Zuschauern den MTV Hammah mit 4:1. Vaihingen war bei zuvor sechs Endrunden, fünf davon in der Halle, nie ins Halbfinale gelangt. 2009 gewannen die Faustballer in der eigenen Halle den Europapokal. Auf dem Feld erreichte man einen zweiten Platz bei der DM 2009 und in der Halle die Teilnahme an der DM 2010. Außerdem belegte man  im Januar 2010 in der Schweiz den zweiten Platz bei der erneuten Teilnahme am Halleneuropapokal. 2011 gelang im März der erneute Gewinn des deutschen Meistertitels in der Halle. Anfang 2012 holte der TV Vaihingen in Grafenau zum zweiten Mal nach 2009 den Hallen-Europapokal.
Die Faustball-Frauenmannschaft des TV Vaihingen/Enz spielte nach ihren Abstieg seit der Feldsaison 2011 bzw. der Hallensaison 2011/12 in der 2. Bundesliga.